# サイバーテレフォンリクエスト
サイバーテレフォンリクエストは、かつてbayfmで月曜から木曜の深夜2時から朝5時などに放送されたラジオ番組。同局が開局した1989年10月に、「世界初の無人電リク番組」として放送を開始した。DJはPas de chatの藤原美穂。
放送期間は1989年10月から1997年1月まで。

## 概要
番組は藤原美穂のフリートーク（3分程度）からスタートし、その後前日（月曜日は木曜日+前週）のトップ3の発表となる。
ランキング発表の際、1位の曲がフルコーラスでOAされていたのだが、月曜日の放送では木曜日と前週とで曲が異なる場合もあった為、
その際にはそれぞれを途中でカットしてOAしていた。
ランキングはエナジーカッツ終了後に16位若しくは17位から発表されていたが、1曲丸々フルコーラスでオンエアされていたため、番組終盤（午前4時頃）になると休み無しで一気にオンエアされていった。
また、リクエストは原則として正午から番組開始30分前までであったが、番組内で先着1人のリクエストがその場でかかるコーナーが設けられたりもした。但しこのコーナーでは、その日にかかった、またはかかる予定の曲はリクエストできなかった。
リクエスト方法は、FM情報誌に掲載された（伝言FAXからも取り出し可能だった）洋楽と邦楽50曲ずつのリストから曲目番号（番組内ではIDナンバーと呼ばれていた）をトーン信号の出る電話機を通して入力する方式を採っていた。リクエスト時に電話番号も登録すると、抽選でプレゼントがあたるチャンスもあった。EメールやFAXがほとんど普及していない当時、画期的なリクエスト方法だった。
リストは週に10曲程度入れ替えていた。
番組のテーマソングはNew Orderの『BLUE MONDAY 1988 (rimix)・Beach Buggy』。

## 放送時間
- 1989年10月 - 1991年3月：月曜日 - 木曜日 25:30 - 27:30
- 1991年4月 - 1994年3月：月曜日 - 木曜日 26:00 - 28:00
- 1994年4月 - 1997年1月：月曜日 - 木曜日 26:00 - 29:00

## 主なコーナー
開始当初はランキングをなぞっていくだけであったが、後年以下のようなコーナーが始まった。
- ミッドナイトベイライン （（1991年4月 - 1997年3月）◎
DJは週替わりで、月-木を一人（一組）が担当。26:20（1992年4月からは26:06）から約30分間（1994年10月からは20分間）放送。
- 8MINUTES DIARY （1991年4月 - 1992年3月）
月-木の放送、DJはMKE（by RIO）。25:50から約8分間。
- COM-BAD'S FLASH （1991年4月 - 同年9月）
月-木の放送、DJはCOM-BAD'S。27:00から約10分間。
- MATSURIDA WASSYOI! （1991年10月 - 1992年3月）
月-木の放送、DJはムスタングA.K.A。27:00から約10分間。
- ミッドナイトインターセクション （1992年4月 - 1993年3月）
月-木の放送、DJは尾上一平。26:40から約10分間。
- ミッドナイトカレイドスコープ （1993年4月 - 1994年3月）
月-木の放送、DJはロッテンハッツ。26:40から約10分間。
- エナジーカッツ （1994年4月 - 1997年3月）◎
DJは月-木の日替わり、一人（一組）が半年～一年間担当。1994年9月までは27:00から、同年10月からは26:06からそれぞれ約10分間。担当パーソナリティは以下で詳述。
- ホットレビュー （1994年4月 - 1997年3月）◎
DJは吉見祐子。1994年9月までは26:40から、同年10月からは27:15からそれぞれ約10分間。

（◎ - 本番組終了後も、1997年2月-同年3月まで単独番組として放送されたコーナー）

## 『エナジーカッツ』 パーソナリティ

### 月曜日
- 山田晃士 （1994年4月 - 同年9月）
- 藤重政孝 （1994年10月 - 1995年3月）
- THE SUNS （1995年4月 - 1996年3月）
- 酒井ミキオ （1996年4月 - 同年9月）
- ハルニレ （1996年10月 - 1997年3月） ※後番組『ARTIST PARADISE』でも引き続きパーソナリティを務める。

### 火曜日
- 吉田朋代 （1994年4月 - 同年9月）
- TAMTAM （1994年10月 - 1995年3月）
- B☆KOOL （1995年4月 - 1996年3月）
- The JUICE （1996年4月 - 1997年3月）

### 水曜日
- 井上武英 （1994年4月 - 同年9月）
- 綿内克幸 （1994年10月 - 1995年9月）
- 石嶺聡子 （1995年10月 - 1996年3月） ※→木曜日へ移動
- 石田孝文 （1996年4月 - 1997年3月）

(現在→声音人 石田匠として活動中。フリーライター石田孝文氏とは同じ広島出身であるが別人。)

### 木曜日
- 寺岡呼人 （1994年4月 - 1995年3月）
- 宇井かおり （1995年4月 - 同年9月）
- ゴスペラーズ （1995年10月 - 1996年3月）
- 石嶺聡子 （1996年4月 - 同年9月） ※←水曜日へ移動
- 小橋賢児 （1996年10月 - 1997年3月）